# Município Menongue
Município Menongue är en kommun i Angola.   Den ligger i provinsen Cuando Cubango, i den centrala delen av landet, 800 km sydost om huvudstaden Luanda.
I omgivningarna runt Município Menongue växer huvudsakligen savannskog. Trakten runt Município Menongue är nära nog obefolkad, med mindre än två invånare per kvadratkilometer.